# Viva l'Italia (film 2012)
Viva l'Italia è un film italiano del 2012 diretto da Massimiliano Bruno, alla sua seconda regia.

## Trama
Michele Spagnolo è un importante uomo politico, leader del partito Viva l'Italia, che ha approfittato del suo ruolo anteponendo sempre i suoi interessi personali a quelli del paese. Fra le altre cose, in una militanza politica di trent'anni, ha sistemato i suoi tre figli Riccardo, Valerio e Susanna attraverso varie raccomandazioni.
Valerio è direttore del personale di un'azienda che opera nella ristorazione, ma è una persona ingenua ed anche privo del benché minimo spirito manageriale: la sua unica preoccupazione è collezionare fotografie delle stagiste, ignorando che la moglie lo tradisce e il figlio lo odia.
Riccardo, capace, orgoglioso e integro, con interessi politici, è medico in un reparto di geriatria piuttosto malconcio, dove i macchinari non funzionano, l'igiene scarseggia e i pazienti sono pochi: tutto questo a causa di Roberto d'Onofrio, primario del reparto, che è interessato esclusivamente a dirottare i pazienti verso la sua clinica privata.
Susanna è un'attrice di fiction televisive, negata per la recitazione e con un difetto di pronuncia. Tony, il suo manager presunto gay, riesce a farla recitare nei più improbabili spot, togliendo il posto a candidate ben più meritevoli. Susanna è perseguitata da tre anni da uno stalker, così il padre assume una guardia del corpo che la difenda: si tratta di Marco, proprio uno di quegli attori mancati che Susanna costantemente scavalca.
Mentre si sta intrattenendo con l'amante, Michele viene colpito da un ictus, rimanendo vivo e sano tranne un danno di quella parte del cervello responsabile dei freni inibitori: questa inattesa franchezza porta Michele, sin dall'ospedale dove è ricoverato, a mettere in chiaro che lui passa avanti alle persone che fanno la fila, per finire in una convention del suo partito col dire che la famiglia - uno dei capisaldi del suo agire politico - è per lui in realtà una rottura di scatole. Così oltre a compromettersi politicamente, rivela alla moglie di averla tradita centinaia di volte, 500 per la precisione. La moglie Giovanna, infuriata a causa della rivelazione del marito, lo lascia. 
Per i tre figli tuttavia, quello che sembra essere un incubo diventa invece l'inizio di un percorso di rinascita: Valerio, perso l'appeal derivato dall'appoggio del padre, viene messo in secondo piano in azienda. Prova a cercare l'appoggio della moglie e del figlio, ma scopre che lei lo tradisce con un suo collega e questo lo manda su tutte le furie, portandolo ad andarsene di casa, rompendo successivamente la moto del figlio che lo aveva umiliato ad un concerto rap; decide poi di conquistare Valentina, una dipendente della sua azienda di cui si è innamorato, che però è già impegnata. Tuttavia, il tradimento della moglie e l'aiuto ricevuto da parte del padre, che lo aveva più volte ripreso e incoraggiato a "tirare fuori le palle", lo hanno reso un uomo più furbo e capace di lavorare in azienda, mettendo nel sacco tutti i suoi colleghi che lo consideravano un incapace e venendo così eletto amministratore delegato, contro tutte le aspettative.
Susanna, grazie all'aiuto di Marco, segue lezioni da una logopedista per acquisire una dizione corretta e affronta diversi provini. Abbandona inoltre il suo manager Tony che per farla restare sulla cresta dell'onda le propone comparsate televisive, servizi fotografici di dubbio gusto, e persino un matrimonio di facciata, a cui lei si ribella furiosamente, fuggendo nel bel mezzo della cerimonia.
Riccardo viene a sapere che anche lui era stato raccomandato da suo padre nel concorso per un contratto di medico a tempo indeterminato in ospedale, laddove si era classificato secondo, ma il padre l'aveva fatto sopravanzare di un posto. Lo scontro tra i due è forte, ma è lo spunto per Riccardo per fare e dimostrare ancora qualcosa. In effetti, una volta ottenuto il posto, si era adagiato nel suo ruolo, rifiutando un lavoro negli Stati Uniti e accettando passivamente quello che gli capitava. L'annuncio della chiusura del reparto spinge Riccardo ben presto, in vista di un'ispezione finalizzata a prendere una decisione in merito, a convincere i suoi colleghi a fare di tutto pur di salvare il reparto. Nonostante l'impegno di Riccardo e dei colleghi per salvarlo, tutto ciò non basta e, attraverso un pretesto, il reparto viene chiuso. Così, Riccardo arriva allo scontro finale con il primario D'Onofrio, portando alla luce la falsificazione del referto di una sua paziente deceduta, grazie all'intervento in extremis della fidanzata e collega Elena. 
Michele partecipa a sorpresa a "La verità ti fa male", uno spettacolo televisivo dove esorta i cittadini ad una maggiore e più conscia partecipazione politica, e si dichiara disposto a raccontare ai magistrati tutte le malefatte della casta politica di cui è stato complice, proponendosi come primo "pentito politico" della storia italiana e dove propone l'introduzione dell'articolo 140 della Costituzione, che recita "Tutti i cittadini hanno il diritto di conoscere la verità".

## Luoghi delle riprese
Le riprese del film sono iniziate il 14 maggio 2012 e si sono svolte principalmente a Roma. La scena del mare è stata girata a Sabaudia. Un episodio è ambientato tra le macerie dell'Aquila.

## Distribuzione
Il 4 ottobre 2012 è stato pubblicato il primo trailer del film.
La distribuzione del film è stata curata dalla 01 Distribution, che ha distribuito la pellicola nelle sale italiane a partire dal 25 ottobre 2012.
Il film ha incassato nelle sale italiane 5.297.000 euro.

## Promozione
Per pubblicizzare il film e far sapere al pubblico della sua realizzazione, è stato creato un diario dal set, che mostra il cast durante le riprese e non, curato dallo stesso regista Massimiliano Bruno.

## Colonna sonora
1. Caparezza – Alita gli ani
2. Daniele Silvestri – Il mio nemico
3. Mannarino – Svegliatevi italiani
4. Luca D'Aversa – Imparerò
5. Emilia Bruno – Le risposte che non hai
6. Giangrande – La neve di Eva
7. Marco Conidi e Maurizio Filardo – La verità
8. Marco Conidi, Maurizio Filardo e Frankie hi-nrg mc – Italia
9. Massimiliano Bruno – Senti il sentimento
10. Frankie hi-nrg mc – Quelli che benpensano

## Premi e riconoscimenti
- 2013 - David di Donatello
  - Nomination Migliore attrice non protagonista ad Ambra Angiolini
  - Nomination David giovani a Massimiliano Bruno
- Il film ha ottenuto il solo riconoscimento, senza finanziamenti, della Commissione per la Cinematografia della Direzione Generale per il Cinema del Ministero per i Beni e le Attività Culturali[6].